# Nantucket Sleighride
| Recensione              | Giudizio    |
| ----------------------- | ----------- |
| AllMusic                | [ 2 ]       |
| Sputnikmusic            | 3.7 (Great) |
| Piero Scaruffi          | [ 4 ]       |
| Dizionario del Pop-Rock | [ 5 ]       |
| 24.000 dischi           | [ 6 ]       |

Nantucket Sleighride è il secondo album dei Mountain, pubblicato dalla Windfall Records nel gennaio del 1971.
L'album raggiunse (il 27 febbraio 1971) la sedicesima posizione della Chart statunitense Billboard 200, mentre il brano The Animal Trainer and the Toad si classificò (8 maggio 1971) al settantaseiesimo posto della classifica Billboard Hot 100.

## Tracce
Lato A
1. Don't Look Around – 3:42 (Leslie West, Sandra (Sue) Palmer, Felix Pappalardi, Gail Collins)
2. Taunta (Sammy's Tune) – 1:00 (Felix Pappalardi)
3. Nantucket Sleighride (For Owen Coffin) – 5:49 (Felix Pappalardi, Gail Collins)
4. You Can't Get Away – 3:23 (Leslie West, Gail Collins, Corky Laing)
5. Tired Angels (For J.M.H.) – 4:39 (Felix Pappalardi, Leslie West)

Lato B
1. The Animal Trainer and the Toad – 3:24 (Leslie West, Sandra Palmer)
2. My Lady – 4:31 (Corky Laing, Felix Pappalardi, Gail Collins)
3. Travelin' in the Dark (For E.M.P.) – 4:21 (Felix Pappalardi, Gail Collins)
4. The Great Train Robbery – 5:43 (Leslie West, Corky Laing, Felix Pappalardi, Gail Collins)

Edizione CD del 2003, pubblicato dalla Legacy Records (CK 86420)
1. Don't Look Around – 3:44 (Leslie West, Sandra Palmer, Felix Pappalardi, Gail Collins)
2. Taunta (Sammy's Tune) – 1:00 (Felix Pappalardi)
3. Nantucket Sleighride (To Owen Coffin) – 5:52 (Felix Pappalardi, Gail Collins)
4. You Can't Get Away – 3:26 (Leslie West, Gail Collins, Corky Laing)
5. Tired Angels (For J.M.H.) – 4:40 (Felix Pappalardi, Leslie West)
6. The Animal Trainer and the Toad – 3:27 (Leslie West, Sandra Palmer)
7. My Lady – 4:33 (Corky Laing, Felix Pappalardi, Gail Collins)
8. Travellin' in the Dark (To E.M.P.) – 4:25 (Felix Pappalardi, Gail Collins)
9. The Great Train Robbery – 5:46 (Leslie West, Corky Laing, Felix Pappalardi, Gail Collins)
10. Travellin' in the Dark (For E.M.P.) – 5:10 (Felix Pappalardi, Gail Collins) – Bonus Track - Live

## Formazione
- Leslie West - chitarra, voce
- Steve Knight - tastiere
- Felix Pappalardi - basso, voce, direzione musicale
- Corky Laing - batteria

Note aggiuntive
- Felix Pappalardi - produttore
- Bud Prager - produttore esecutivo
- Registrazioni effettuate al The Record Plant di New York City, New York
- Bob d'Orleans - ingegnere delle registrazioni, windfall quality control
- Tom Caccetta e Dave Ragno - assistenti ingegnere delle registrazioni
- Gail Collins - design copertina, dipinto copertina album, fotografie, calligrafia, windfall visual director
- Mick Brigden - calligrafia[7]